# Ube cheesecake
L'ube cheesecake è una cheesecake filippina preparata con una base di cracker Graham sbriciolati e una crema di formaggio cremoso e ube halaya (purea di igname viola, latte, zucchero e burro). Può essere al forno o fredda. Come altri dessert a base di igname, è caratterizzata dal colore viola.